# Saint-Symphorien-des-Bois
Saint-Symphorien-des-Bois – miejscowość i gmina we Francji, w regionie Burgundia-Franche-Comté, w departamencie Saona i Loara.
Według danych na rok 1990 gminę zamieszkiwały 414 osoby, a gęstość zaludnienia wynosiła 39 osób/km² (wśród 2044 gmin Burgundii Saint-Symphorien-des-Bois plasuje się na 517. miejscu pod względem liczby ludności, natomiast pod względem powierzchni na miejscu 887.).